# Draagconstructie

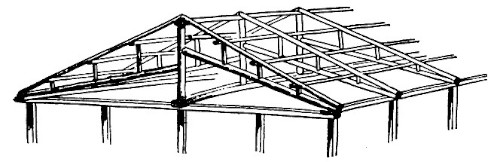
Draagconstructie van een Japans dak.

Een draagconstructie is een samenstel van dragende elementen die een ruimte overspannen; anders geformuleerd: die samenstellende onderdelen van een bouwwerk die de daarop inwerkende krachten als wind, sneeuwbelasting (sneeuwgewicht op dak), eigen gewicht en nuttige belasting afvoeren naar de fundering. De belasting op draagconstructies worden vooraf getoetst met constructieberekeningen uit de constructieleer. Samenvattend: draagconstructies zorgen voor de sterkte en stijfheid (stabiliteit) van een bouwwerk.

## Opbouw
Draagconstructies kunnen van hout, staal, metselwerk of gewapend beton zijn: denk aan houten balklagen, dragende muren, vloeren van prefabbeton, balken van hout of staal, kapconstructies met liggers en houten of stalen
spanten. Het is aan constructeurs om te bepalen hoe zwaar deze onderdelen moeten zijn en hoe zij aan elkaar verbonden moeten worden. De dimensionering (afmetingen van de onderdelen) van de draagconstructie volgt uit berekeningen waarin de diverse belastingen zijn verdisconteerd. Wanneer deze berekeningen gereed zijn, worden er werktekeningen gemaakt, aan de hand waarvan bijvoorbeeld een staalconstructiebedrijf de stalen spanten kan vervaardigen, op de bouw-plaats de bekisting en de wapening kan worden gemaakt of de prefab-onderdelen in een betonfabriek worden vervaardigd.

## Wetten en normen
Bij laagbouw zal de draagconstructie eenvoudiger te berekenen en te maken zijn dan bij een gebouw van vele verdiepingen hoog. In aardbevingsgebieden worden andere wettelijke eisen gesteld aan de draagconstructie dan in Nederland en België.
Ook uit oogpunt van brandveiligheid zijn er aan een draagconstructie de nodige eisen te stellen. Bij brand mag een constructie pas na één uur bezwijken, zodat het pand ontruimd kan worden. De eisen zijn vastgelegd in het Nederlandse bouwbesluit. De hoofddraagconstructie is nauwkeurig omschreven in NEN 6702 waarbij onderscheid wordt gemaakt tussen utiliteitsbouw en woningbouw.